# Monthly Comic Gene
Monthly Comic Gene (月刊コミックジーン, Gekkan Komikku Jiin) est un magazine japonais mensuel édité par Media Factory depuis juillet 2011. Il est présenté comme un magazine de prépublication de manga shōnen pour filles.

## Historique
À l'origine prévu pour être lancé en avril 2011, le magazine paraît finalement à partir de juillet 2011, retardé par le séisme de 2011 de la côte Pacifique du Tōhoku.
Le 27 octobre 2014, le Monthly Comic Gene lance un magazine en ligne, le Gene Pixiv, en association avec la plateforme d'art Pivix. Le magazine publie à ses débuts des mangas d'auteurs populaires sur Pivix et d'autres en cours de publication dans le Monthly Comic Gene.